# Ace Frehley
Paul Daniel Frehley (Nova Iorque, 27 de abril de 1951), conhecido artisticamente como Ace Frehley, é um músico e compositor estadunidense.
É mais conhecido por ter sido guitarrista original da banda americana de hard rock Kiss. Na banda, possuía uma maquiagem de ser extraterreno e andrógino, com uma risada craquelante e sua guitarra esfumaçante. Com os outros membros da formação original da banda (Paul Stanley, Gene Simmons e Peter Criss), foi introduzido ao Rock and Roll Hall of Fame em 10 de abril de 2014.
A revista musical Guitar World classificou o guitarrista como sendo o 14º maior guitarrista de metal de todos os tempos.

## Carreira

### Início de Kiss
Paul Daniel Frehley nasceu em Nova Iorque e passou a juventude no bairro do Bronx. Mais jovem dos três filhos de Karl e Esther, um engenheiro eletricista e uma dona de casa, de ascendência indígena Cherokee por parte de mãe, ganhou sua primeira guitarra aos 14 anos de idade. Talentoso e criativo adolescente, Ace teve como influências Rolling Stones, Jimi Hendrix e Led Zeppelin. No início dos anos 70, Frehley conseguiu se livrar do serviço militar obrigatório na Guerra do Vietnã e transitou por diversas bandas.
No final de 1972, Ace achou na revista Village Voice um anúncio de uma banda desconhecida procurando um guitarrista. A primeira impressão que passou a Gene Simmons é que era um mendigo, se não fosse ele estar segurando uma Gibson Les Paul. O par de botas de Frehley era composto de um pé laranja e outro pé vermelho. Ace chegou furando fila, mas rapidamente foi avisado de que teria de ir para o final e aguardar. Mas tendo impressionado Gene, Paul e Peter no seu teste, garantiu um lugar na banda. Artista nato, foi Ace quem criou a famosa logomarca do Kiss e afirmou que não só criou sua própria pintura de “Spaceman” como também auxiliou Paul Stanley a desenvolver sua arte de “Starchild”. 
Em junho de 1982, Ace Frehley abandona o Kiss pela primeira vez. Apesar de ter aparecido na capa do álbum Creatures of the Night e participado das primeiras ações promocionais – incluindo o videoclipe de “I Love it Loud” –, o guitarrista sequer tocou no disco. Ele, que já mostrava sua vontade em sair da banda, teve a saída concretizada após um acidente de carro. Há controvérsias sobre a verdadeira razão de sua saída, se um lado aponta os desentendimentos pessoais entre ele e os integrantes, outro lado aponta que ele havia se enchido da maquiagem e toda fantasia em torno do Kiss. Quando oficializou sua saída, a banda perdeu metade do valor do contrato, levando a um prejuízo final de 7,5 milhões de dólares.

### Frehley’s Comet
Após alguns anos de incerteza, Ace começou a recrutar integrantes para sua banda. Eram em sua maioria músicos de estúdio que Ace tinha conhecido ao longo de sua carreira. Para o line-up inicial, foi trazido o baterista Anton Fig, que fazia parte da banda do apresentador David Letterman. Anton já havia tocado com Ace em seu primeiro álbum solo (ainda com o Kiss, álbum que, com exceção da bateria, teve todos os instrumentos tocados por Ace e foi o que teve mais vendas dos 4 discos solos), e em Unmasked, do Kiss, cujos créditos foram dados a Peter Criss. Para o baixo, veio o famoso John Regan (que tocou com David Bowie e Peter Frampton). Inicialmente, a outra guitarra ficaria a cargo de seu velho amigo Ritchie Scarlett. Ace também teria um tecladista: Rob Sabino, que foi logo substituído por Arthur Stead, mas que também não vingou. Esta era a formação original da banda Frehley’s Comet.
Sem contrato, tocando em clubes entre 1984 e 1985, gravando demos, a banda foi se dissolvendo, nesta época também, Ace foi vítima de um trágico acidente. As coisas só vieram a acontecer em 1986, quando Ace assinou contrato com a Megaforce.
Lançado em 27 de abril de 1987, o disco Frehley's Comet foi produzido por Eddie Kramer. O álbum é bem diferente do que Ace havia feito no Kiss. "Rock Soldiers" abre o disco, uma canção poderosa onde Ace conta sobre seu trágico acidente. No álbum também se destacam: "Into the Night", single de maior sucesso, uma canção composta pela máquina de fazer hits conhecida como Russ Ballard. O disco vendeu mais de 500 mil cópias e alcançou o número 43 na parada de álbuns da Billboard.
No Frehley's Comet, Ace dividia os vocais com Tod Howarth, que se mostra impecável em músicas como: "Breakout" e "Calling To You". Na maioria das apresentações, Anton não pôde estar presente e seu substituto era Billy Ward.
Para promover o álbum, o Frehley’s Comet percorreu os Estados Unidos de ponta a outra e parte do Canadá. Durante a turnê, Ace gravou seu primeiro ao vivo, Live +1.
O Frehley's Comet lançou seu segundo álbum em 1988, chamado Second Sighting. O resultado não foi tão bom quanto o primeiro, podendo-se destacar boas canções como "Time Ain't Runnin Out" e a que abre o play: "Insane". Vale lembrar também que na bateria estava Jamie Oldaker, outro famoso free-lancer, conhecido por tocar na banda de Eric Clapton. Os shows da banda se resumiam a América, em pequenos clubes, com bandas outras de hard americanas (Y&T, Faster Pussycat, Giuffria) que também tentavam conseguir um lugar ao sol.
Como as vendas não iam bem, o próximo álbum levaria apenas o nome de Ace, por sugestão da gravadora. Lançado em 13 de outubro de 1989, o álbum chamado Trouble Walkin poderia cativar mais fãs, a mudança neste álbum foi a volta de Ritchie Scarllet no lugar de Tod e também a volta de Anton Fig às baquetas. A foto de Ace foi colocada na capa, talvez uma tentativa de sensibilizar os fãs do Kiss, o que deixa isso transparecer é o fato de ele ter regravado uma canção de sua antiga banda para este álbum. O detalhe é que era uma canção recente do Kiss, chamada "Hide your Heart" (composta por Paul Stanley e lançada no álbum Hot In The Shade) e que teve participação especial de Peter Criss. Apesar da "apelação", o disco também teve vendas baixas e a banda acabou se dissolvendo por completo. O nome Frehley's Comet não foi mais colocado em pauta por Ace.

### Retorno ao Kiss e carreira solo
Após a participação no MTV Unplugged do Kiss em 1995, ele retorna à banda em 1996, após 13 anos, para a Reunion Tour, turnê com a formação original da banda. Em 2000 participou da "turnê de despedida" (Farewell Tour) e em 2001 Ace sai do Kiss definitivamente.
Ace participou do CD de Richie Scarlet e do CD de Anton Fig em 2002. Fez um show em agosto de 2002, um no dia 11 de outubro de 2002 (Ace Frehley Tribute).
Depois de uma briga na justiça, Ace conseguiu o direito de usar o nome Ace Frehley.Com para seu web site, e este ficou pronto no final de 2008. Participou do filme chamado Remedy (atuando) e também fez a trilha sonora para o mesmo.
Em 2011, lança sua autobiografia "No Regrets" ("Não Me Arrependo", em português).
Em 24 de junho de 2014, sai o álbum Space Invader. O primeiro single “Gimme A Feelin'”, já havia saído em maio.
Em 2016, sai Origins Vol. 1, um disco de covers com versões de músicas do Cream (“White Room”), Rolling Stones (“Street Fighting Man”) e Jimi Hendrix (“Spanish Castle Magic” e “Wild Thing”) e trouxe convidados especiais como Lita Ford, Slash, John 5 e Paul Stanley.
Em 5 de março de 2017, se apresenta no Brasil, no Tom Brasil, em São Paulo.
Em 20 de setembro de 2017, após 16 anos, volta a se apresentar com o ex-colega de Kiss Gene Simmons em St. Paul, Minnesota, no evento beneficente The Children Matter para ajudar as vítimas do furacão Harvey. Em dezembro do mesmo ano, é convidado por Alice Cooper para acompanhá-lo em show beneficente em prol da ONG Solid Rock Teen Center, em Phoenix, Arizona, juntamente com Rob Halford, Slash, David Ellefson, Ritchie Faulkner, Nita Strauss, Edgar Winter, Filter, Sixwire e Gary Mule Deer.
No primeiro dia de 2018, se apresenta o evento de ano novo NHL Winter Classic, no estádio Citi Field, em Nova Iorque.
Em maio de 2018, sai o single “Bronx Boy”. Em agosto do mesmo ano, lança a música “Rockin’ With The Boys”. Em outubro, sai o novo álbum de inéditas, Spaceman, que traz duas músicas compostas com Gene Simmons, que também toca baixo nas duas gravações.
Em maio de 2019, lança um videoclipe animado para música “Mission To Mars”, inteiro em animação feita pelo artista Christopher Fequiere.
Em 18 de setembro de 2020, lança outro disco de covers, intitulado Origins Vol 2, que teve as participações de Robin Zander (Cheap Trick) e Lita Ford. O primeiro single foi “Space Truckin’”, do Deep Purple, lançado em julho. Na sequencia, em setembro, sai “I’m Down”, releitura dos Beatles, com a participação do guitarrista John 5. O disco ainda trouxe músicas de Led Zeppelin, The Rolling Stones, Cream, The Kinks, The Animals e mais.
Em fevereiro de 2024, lança o álbum 10.000 Volts. A faixa "10.000 Volts" foi o primeiro single e ganhou videoclipe. Na sequencia, "Walkin’ On The Moon" e "Cherry Medicine" também ganharam clipe.

### Equipamento
Desde o início do Kiss até os dias atuais, Ace utiliza a guitarra Gibson Les Paul.

## Vida pessoal
Ace se casa com Jeanette em 1976, sua companheira desde quando tinha 19 anos.
Em 1987, começou um relacionamento com a modelo Kim Howe.
No momento, Ace está divorciado. Ele tem duas filhas, Monique (com Jeanette) e Lindsey (com Audrey Hamilton).
Entre 2018 e 2024, se relacionou com Lara Cove, de quem ficou noivo.

## Discografia

### Com o Kiss
- Kiss (1974)
- Hotter Than Hell (1974)
- Dressed To Kill (1975)
- Alive! (1975)
- Destroyer (1976)
- Rock And Roll Over (1976)
- Love Gun (1977)
- Alive II (1977)
- Ace Frehley (1978)
- Dynasty (1979)
- Unmasked (1980)
- Music From "The Elder" (1981)
- Creatures of the Night (1982) (Creditado, Porém Não Gravou Nenhuma Música)
- MTV Unplugged (1996)
- Psycho Circus (1998)

### Solo
- Frehley's Comet (1987)
- Second Sighting (1988) (como Frehley's Comet)
- Live+1 (1988) (como Frehley's Comet)
- Trouble Walkin' (1989)
- Ace Frehley Greatest Hits Live (2006)
- Anomaly (2009)
- Space Invader (2014)
- Origins, Vol. 1 (2016)
- Spaceman (2018)
- Origins Vol. 2 (2020)
- 10,000 Volts (2024)

### Coletâneas
- The Other Side Of The Coin (1985)
- 12 Picks (1997)
- Loaded Deck (1998)